# Brittany Bristow
Brittany Bristow (* 8. Februar 1990 in Toronto, Ontario, Kanada) ist eine kanadische Schauspielerin.

## Leben
Bristow ist die Tochter des Filmproduzenten Leif Bristow und seiner Frau Agnes.
2002 hatte Bristow in dem Film Perfect Pie ihren ersten Auftritt. 2003 erhielt sie ihre erste Rolle in der Fernsehserie Missing – Verzweifelt gesucht. Sie spielte 2010 bis 2011 in der Fernsehserie Baxter erstmals einen größeren Handlungsbogen.
Seit 16. September 2022 ist sie mit Dustin Keating verheiratet.

## Filmografie
- 2002: Perfect Pie
- 2003: Profoundly Normal (Fernsehfilm)
- 2003: Blizzard – Das magische Rentier (Blizzard)
- 2003: Missing – Verzweifelt gesucht (Missing, Fernsehserie, Folge 1x01)
- 2010: Made… The Movie (Made... The Movie, Fernsehfilm)
- 2010: Sophie & Shiba (Sophie)
- 2010–2011: Baxter (Fernsehserie, 12 Folgen)
- 2011: Murdoch Mysteries – Auf den Spuren mysteriöser Mordfälle (Murdoch Mysteries, Fernsehserie, Folge 4x11)
- 2014: Saul: The Journey to Damascus
- 2015: A Dangerous Arrangement (Dangerous Arrangement, Fernsehfilm)
- 2016: Private Eyes (Fernsehserie, Folge 1x10)
- 2016: The Apostle Peter: Redemption (Peter: The Redemption)
- 2016: Preshift (Fernsehserie, Folge 1x05)
- 2016: Coming In (Fernsehserie, 3 Folgen)
- 2017: Kiss and Cry
- 2017: Love Blossoms (Fernsehfilm)
- 2017: Good Witch (Fernsehserie, Folge 4x00)
- 2017: Rising Suns Webisodes (Miniserie, Folge 1x07)
- 2017: Christmas Next Door (Fernsehfilm)
- 2018: Royal Matchmaker – Die königliche Heiratsvermittlerin (Royal Matchmaker, Fernsehfilm)
- 2018: Liebe auf Safari (Love on Safari, Fernsehfilm)
- 2018: Killer High (Fernsehfilm)
- 2018: Der König und die Eisprinzessin (Christmas at the Palace, Fernsehfilm)
- 2018: Schlafend ins Glück (No Sleep ’Til Christmas, Fernsehfilm)
- 2019: Love, Romance & Chocolate (Fernsehfilm)
- 2019: Holiday Date (Fernsehfilm)
- 2020: The Marijuana Conspiracy
- 2020: Shadowtown
- 2020: Rising Suns (Miniserie, 6 Folgen)
- 2021: Home for Love (Fernsehfilm)
- 2021: Dancing Through the Shadow
- 2021: Loving Christmas (Fernsehfilm)
- 2022: The Story of Love (Fernsehfilm)
- 2022: Hudson & Rex (Fernsehserie, Folge 4x13)
- 2022: A Dog Named Indie (Fernsehfilm)
- 2022: Home for a Royal Heart (Fernsehfilm)
- 2022: Hearts of Stars (Fernsehserie, 2 Folgen)
- 2023: Just Jake (Fernsehfilm)
- 2023: A Safari Romance (Fernsehfilm)
- 2023: Merry Mystery Christmas
- 2023–2025: The Love Club (Fernsehserie, 5 Folgen)
- 2024: Love on the Right Course
- 2024: My Sweet Austrian Holiday (Fernsehfilm)
- 2024: The Christmas Chocolatier (Fernsehfilm)
- 2024: Dear Christmas Hearts (Fernsehfilm)
- 2024: Forever my Love - Mein Herz schlägt für Dich! (Fernsehfilm)